# Al-Arqam ibn Abi l-Arqam
Al-Arqam b. Abī l-Arqam (in arabo ﺍلاﺭﻗﻢ ﺑﻦ ﺍﺑﻲ ﺍلاﺭﻗﻢ‎?, ricordato talora nelle fonti arabe come Abū ʿAbd Allāh al-Arqam; La Mecca, 595 – 673, 674 o 675) è stato un Sahaba appartenente al clan meccano dei B. Makhzūm.
In un periodo di acuta difficoltà di Maometto, il giovane al-Arqam gli offrì nel 614 la propria abitazione sull'altura meccana di al-Ṣafā perché potesse riunirsi coi suoi pochissimi seguaci, per poter meglio dibattere della religione che il profeta predicava, lontano dagli occhi degli oppositori e in condizioni di relativa tranquillità.
In questa "Casa di al-Arqam" (Dār al-Arqam ) si convertirono alcuni tra i più importanti musulmani, tra cui ʿUmar b. al-Khattāb.
Al-Arqam fu tra i pochi che presero parte alla cosiddetta  "Piccola Egira" in  Abissinia del 618. Fu poi a Badr.